# Kaffesump

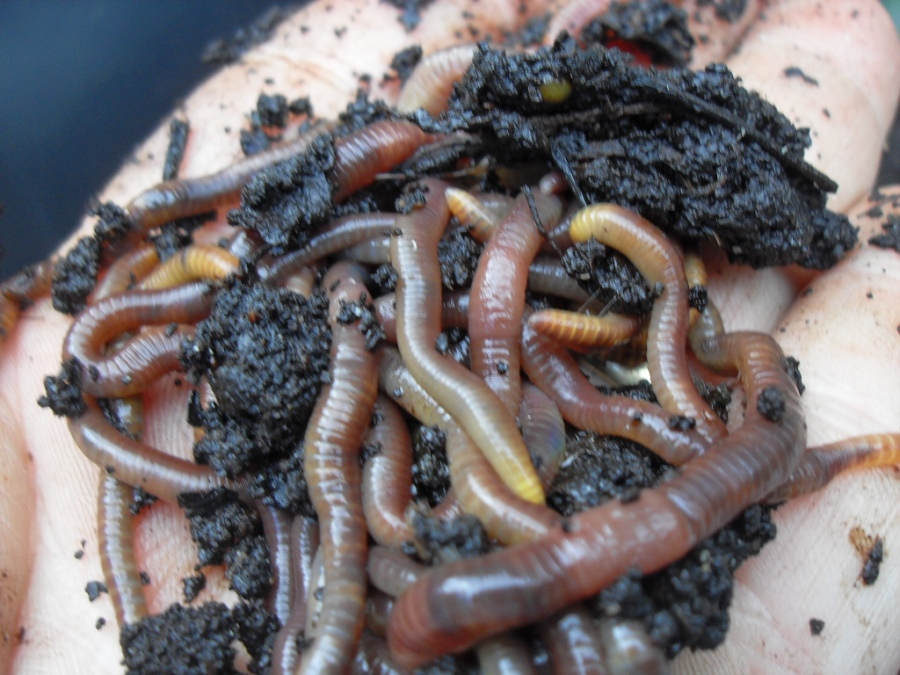
Maskar och kaffesump från en maskkompost

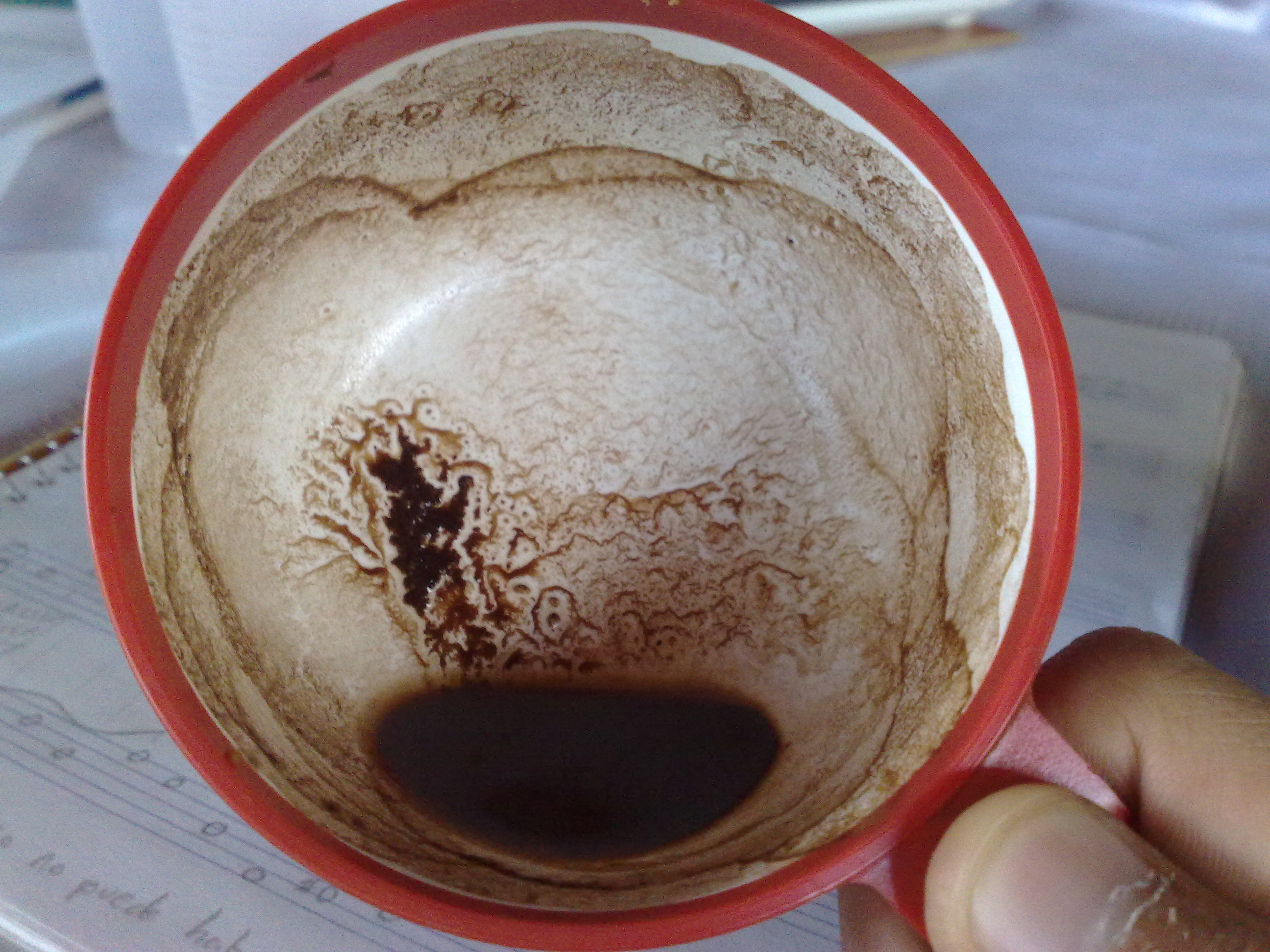
Historiskt har kaffesump använts vid spådomskonst

Kaffesump eller sump är en odrickbar eller oätlig restprodukt vid tillagning av kaffe. Ursprungligen syftade det på bottensatsen i samband med kaffekokning, men numera används begreppet även om motsvarande fasta restprodukt vid bryggning av kaffe.
Kaffesumpen har genom historien ibland använts som hjälpmedel vid spådomskonst. Denna praktik har turkiskt ursprung och började etableras i början av 1500-talet.
Ordet sump finns – i den kafferelaterade betydelsen – i svensk skrift sedan 1842. Det har troligen samma ursprung som ordet sump med andra betydelser; se vidare fisksump och sumpmark.